# Damm (Aschaffenburg)

Lage von Damm in Aschaffenburg

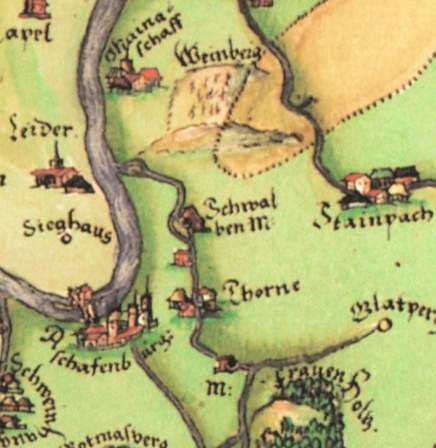
Damm, Ausschnitt aus dem Pfinzingatlas Spessart 1594

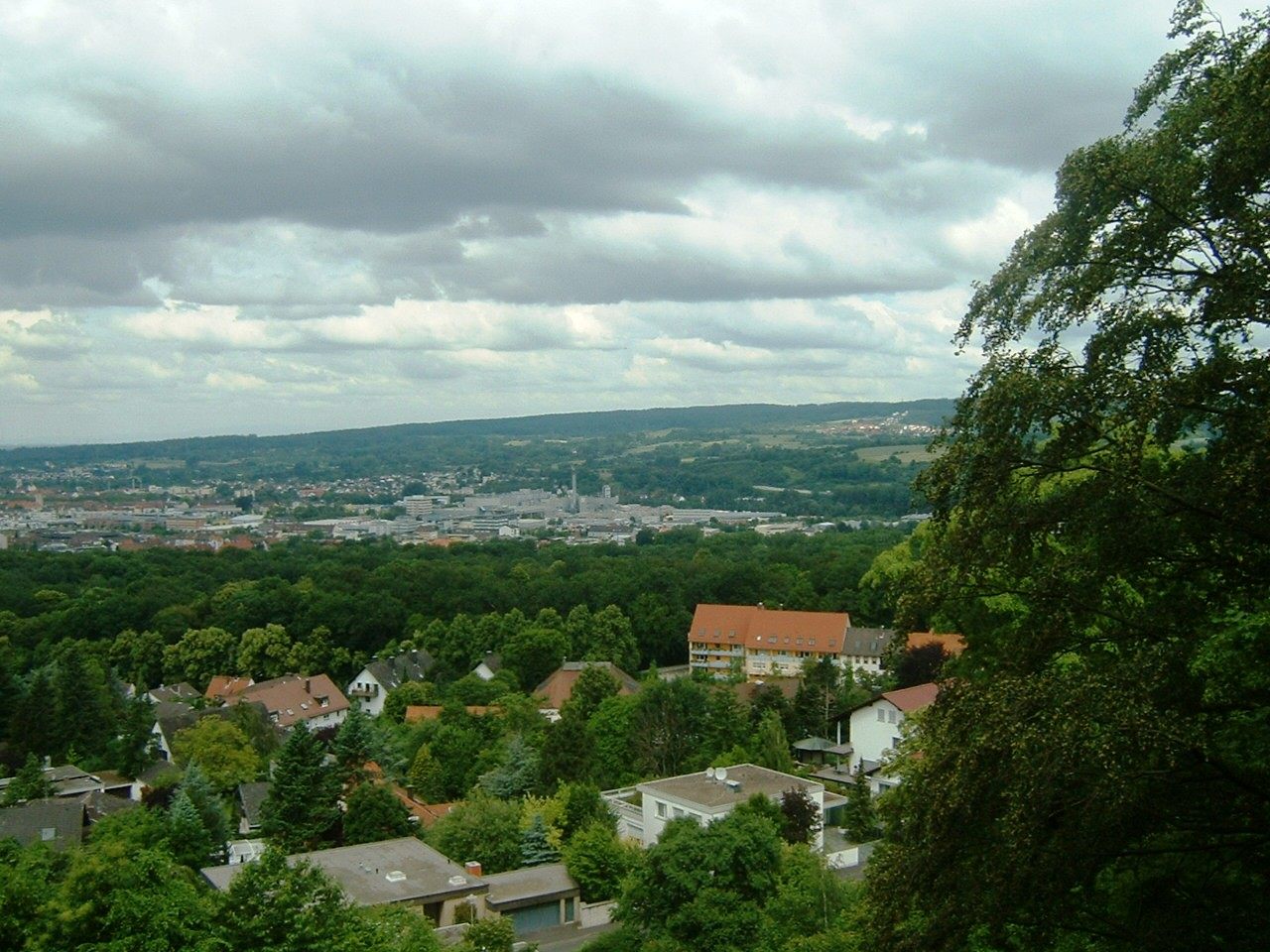
Blick auf Damm (Vordergrund Häuser am Godelsberg)

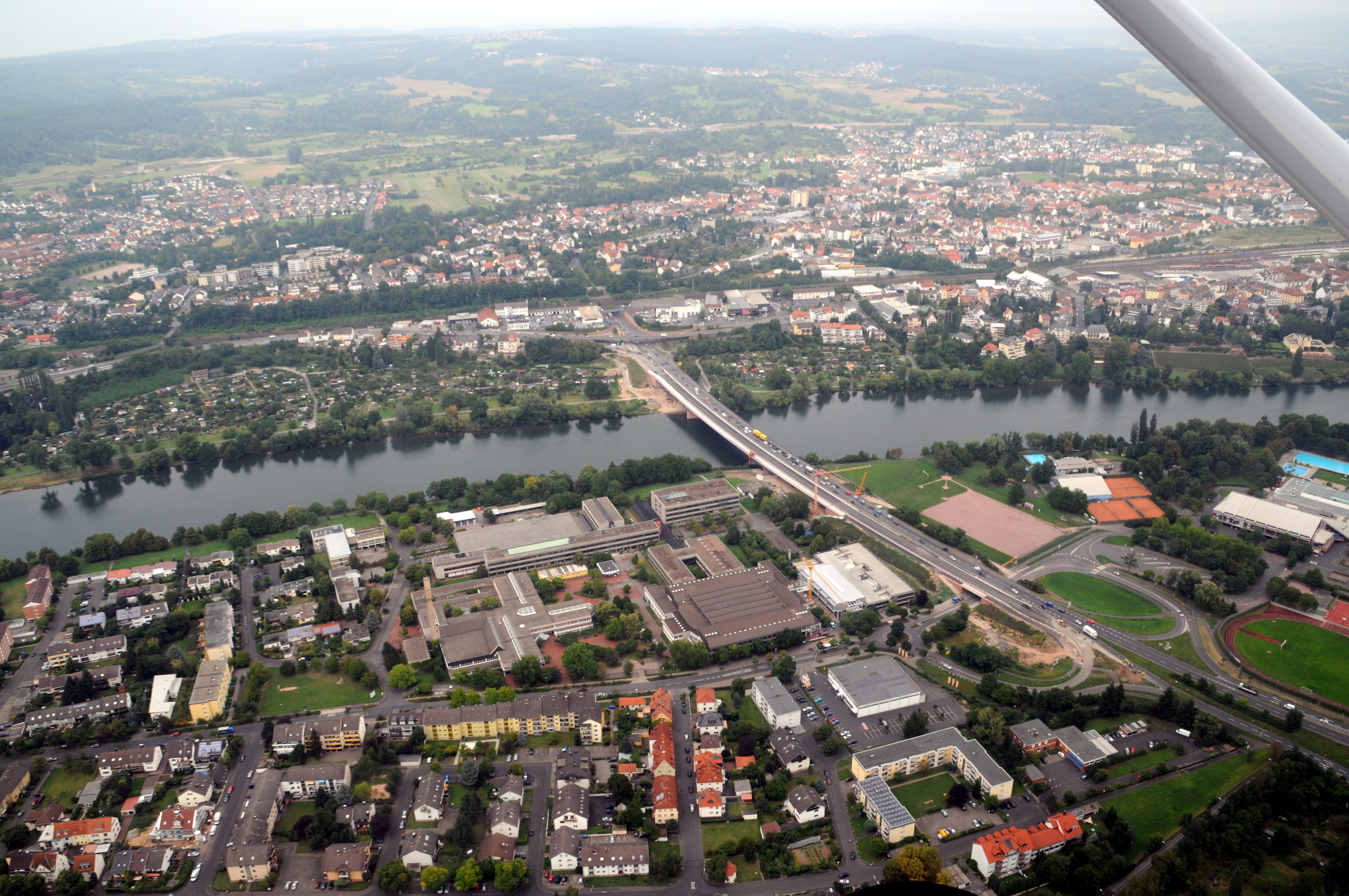
Luftbild 2008, vorne Stadtteil Leider

Damm ist ein Stadtteil der kreisfreien Stadt Aschaffenburg mit 14.047 Einwohnern (31. Dezember 2021) und gehört zum Regierungsbezirk Unterfranken im Freistaat Bayern der Bundesrepublik Deutschland.

## Lage
Der Stadtteil liegt im nordöstlichen Stadtgebiet, nördlich der Bahnlinie Würzburg – Aschaffenburg – Frankfurt am Main. Er grenzt entlang der Aschaff, der Habichtstraße, der Steinbacher Straße und des Grundweges an den Stadtteil Strietwald, und ansonsten an die Gemeinde Glattbach und den Markt Goldbach. Der Stadtteil Damm besteht aus einem Teil der Gemarkung Damm und aus einem Teil der Gemarkung Aschaffenburg. Zum Stadtteil Damm gehört die Fahrbachsiedlung. Die Postleitzahl lautet 63741.
Größtes Gewässer ist die Aschaff.

### Nachbargemarkungen
Folgende Gemarkungen grenzen an das Ortsgebiet von Damm:
| Steinbach                    | Oberafferbach                               | Glattbach     |
| Kleinostheim und Mainaschaff | Kompassrose, die auf Nachbargemeinden zeigt |               |
| Leider                       |                                             | Aschaffenburg |

## Geschichte
Damm als Ortschaft muss um 1150 entstanden sein, um 1170 mit Errichtung der Aschaffenburger Pfarrei St. Agatha wurde der Zehntbezirk Damm von der Pfarrei Unsere Liebe Frau (Aschaffenburg) übernommen.

„Die Dämmer ham´s unner de Hemmer“ (Hemden); so sollen sie früher mit dem Necknamen Hutschen (Kaulquappen) gehänselt worden sein.
An der Aschaff und dem Glattbach gab es zwölf Mühlen, wovon sich sechs im Gemeindegebiet von Damm befanden. Die Herrenmühle wird bereits 1182 in einer Schenkung erwähnt.
Um 1624 wird Damm erstmals in amtlichen Unterlagen in Verbindung mit Aschaffenburg genannt; 1765 im Zehntverzeichnis: Aschaffenburg benebst dem dazugehöringen Dorff Damm. Zu Zeiten des Großherzogtums Frankfurt lag der Ort Damm im Bereich der Distriktsmairie Aschaffenburg im Departement Aschaffenburg. Maire war der Bürgermilitär-Hauptmann Ignaz Vill, seine Adjuncte hießen Caspar Maidhof und Conrad Schuck. 1812 zählte Damm 1076 Einwohner.
Infolge des Pariser Vertrages von 1814 kam der Teil des Großherzogtums Frankfurt, in dem Damm lag, zu Bayern. Durch Verordnung von 1818 kam Damm als Ruralgemeinde neben der seit 1815 kreisunmittelbaren Stadt Aschaffenburg zum Kreis- und Stadtgericht II Klasse Aschaffenburg. Im November des Jahres wechselte Damm gemäß Regierungsentschließung ins Landgericht Aschaffenburg (ab 1862 Bezirksamt Aschaffenburg). 1901 erfolgte der Wechsel vom Bezirksamt Aschaffenburg in die kreisunmittelbare Stadt Aschaffenburg.
Am 21. November 1944 wurde der Stadtteil Damm bei einem britischen Luftangriff auf Aschaffenburg, seinen Bahnhof und die Panzerreparaturwerkstatt (im heutigen Stadtteil Nilkheim) weitgehend zerstört. Die Zahl der dabei getöteten Menschen wird in zwei Quellen unterschiedlich angegeben und liegt bei 221 bzw. bei 344. Ein weiterer Luftangriff am 29. Dezember 1944 forderte 11 Menschenleben.
2012 wurde ein Grenzstein ca. 38,1 m südöstlich historischen Gemarkungsgrenze der Schultheißerei Damm zur Stadt Aschaffenburg zugleich aber auf der heutigen Grenze zwischen den Gemarkungen Damm und Aschaffenburg, nämlich an der Ecke Behlenstraße/Bernhardstraße in einer Grünanlage neu gesetzt.

## Infrastruktur

### Wirtschaft
Damm ist der einwohnerstärkste Stadtteil Aschaffenburgs und durch große Industriegebiete geprägt. Er besteht aus einem Teil des Gemeindegebietes der früheren Schultheißerei Damm und dem Teil der Gemarkung Aschaffenburg, der nördlich der Bahnlinie Frankfurt – Würzburg liegt. Im 19. Jahrhundert gab es in der Schultheißerei Damm Papiermühlen und eine Steingutfabrik. Auf der Aschaffenburger Gemarkung des Stadtteils Damm gab es um 1830 ebenfalls eine Steingutfabrik (in der Haselmühle) und ab den 1870er Jahren eine Weißpapierfabrik.
Zu Beginn der 1870er Jahre befand sich in der unteren Dämmer Mühle, einer früheren Mehl-, später auch Schwerspat- und Lumpenmühle, eine Kupferschmelze, die Justushütte. Dort wurde aus dem Erz des Oberen Kahlgrundes Kupfer gewonnen. Heute gehört dieses ehemals Dämmer Gewerbegebiet um die Lackfabrik und die Kläranlage zum Stadtteil Innenstadt.

### Verkehr
Damm ist am Hauptbahnhof Aschaffenburg mit seinen drei Parkhäusern und ca. 200 P&R-Parkplätzen direkt an die Bahnstrecken nach Würzburg, Miltenberg, Darmstadt und Frankfurt angeschlossen, hat über die nahen Autobahnauffahrten Aschaffenburg West und Aschaffenburg Ost Anschluss an die Bundesautobahn 3 und wird von Buslinien der Aschaffenburger Stadtwerke sowie der KVG bedient. Durch Damm führt die Staatsstraße 2309.

### Bildung
Im Damm befinden sich zwei Grundschulen, zwei Hauptschulen, eine private Wirtschaftsschule, sechs Kindergärten, eine Fach- sowie Berufsoberschule.

### Kirchen
- Katholische Kirchengemeinden St. Michael
- St. Josef
- Kirche der evangelischen Kirchengemeinde St. Paulus.

### Sport und Freizeit
- Vereinsring Damm
- SV Einigkeit Aschaffenburg-Damm mit zwei deutschen Mannschaftsmeisterschaften und zahlreichen internationalen erfolgreichen Sportlern
- Schützenverein 1888 Aschaffenburg-Damm
- Schützengesellschaft 1917 Aschaffenburg-Damm
- Tanzsportclub Schwarz-Gold Aschaffenburg mit  Tanzsportzentrum von 2007
- TuS 1863 Damm mit 1200 Mitgliedern in 9 Abteilungen; die Turner, Basketballer und Faustballer dieses Vereins waren in der Vergangenheit in den jeweiligen Bundesligen vertreten
- Kegelsportvereine Bahnfrei Damm und Dreieck Damm im Kegelzentrum Schwalbenrainweg
- SV 1911 Damm ist ein reiner Fußballverein, im Jahr 2010 gehörte er der Landesliga an, musste dann allerdings aufgrund finanzieller Probleme in die unterste Klasse zurückziehen.
- Tennisverein PWA Damm (Name der ehemaligen Papierfabrik)
- Zwei Wandervereine: Touristengesellschaft Damm und Wanderfreunde Damm

### Gedenkstätten
Auf dem Friedhof von Damm befinden sich ein Gedenkstein und die ehemalige Aussegnungshalle von 1912, die am 21. November 1999 als Dämmer Friedenskapelle zur Erinnerung an die Opfer der Luftangriffe 1944 und 1945 eingeweiht wurde. Gegenüber dem Kapelleneingang sind zwei von Willibald Blum gestaltete Bronzetafeln mit den Namen von 240 Toten angebracht.
Ebenfalls eine Gedenkstätte ist das denkmalgeschützte Schönberg-Ehrenmal. Es wurde am 1. August 1926 eingeweiht und gedenkt der Gefallenen von Damm im Ersten Weltkrieg, 1945 wurde eine Platte ergänzt mit den Namen der Opfer des Zweiten Weltkrieges. Die Figur des heiligen Michael stammt von Ludwig Sonnleitner.

## Persönlichkeiten
- Philipp Dessauer (1837–1900), Fabrikant, Ehrenbürger der Gemeinde Damm (Verleihung am 30. November 1872). Er war bahnbrechend an der Verarbeitung von Zellstoff zu Papier beteiligt.
- Adolf Dyroff (1866–1943), Philosoph, in Damm geboren
- Erwin Englert (1922–1989), Ehrenbrief der Stadt Aschaffenburg, Handballer, Vorsitzenden der TuS 1863
- Julius Krieg (1882–1941), Dämmer Chronist, Prälat, Professor für Kirchenrecht sowie bayerisches Staats- und Verwaltungsrecht
- Franz Philipp (1910–1980), Ehrenbriefs der Stadt Aschaffenburg; Schütze, Leichtathlet, Hand-, Faustballer und Sportfunktionär; die Franz-Philipp-Halle trägt seinen Namen
- Valentin Pfeifer (1886–1964), Lehrer, Heimatforscher und Schriftsteller; die Pfeiferstraße wurde nach ihm benannt.
- Karl Pfeifer (1892–1944), Präfekt am Studienseminar Aschaffenburg, Pfarrer von St. Josef
- Walter Roos (1929–1988), Maler und Graphiker
- Franz Josef Hermann Reuter (1799–1873), Philologe
- Georg Sauer (1888–1973), Inhaber des Ehrenbriefs der Stadt Aschaffenburg Mitglied, Oberturnwart und Vorstandsmitglied im TuS 1863 Damm
- Alois Stadtmüller (1911–1989), Chronist der Region
- Alexander Klotz, Fotograf und Künstler
- Maximilian Gött (1916–1994), Mitglied der Familiare des Deutschen Ordens, Komtur des Gregoriusordens, Träger des Bundesverdienstkreuzes, 40 Jahre Organist der Kirche St. Josef, Aschaffenburg/Damm